# Górzyca

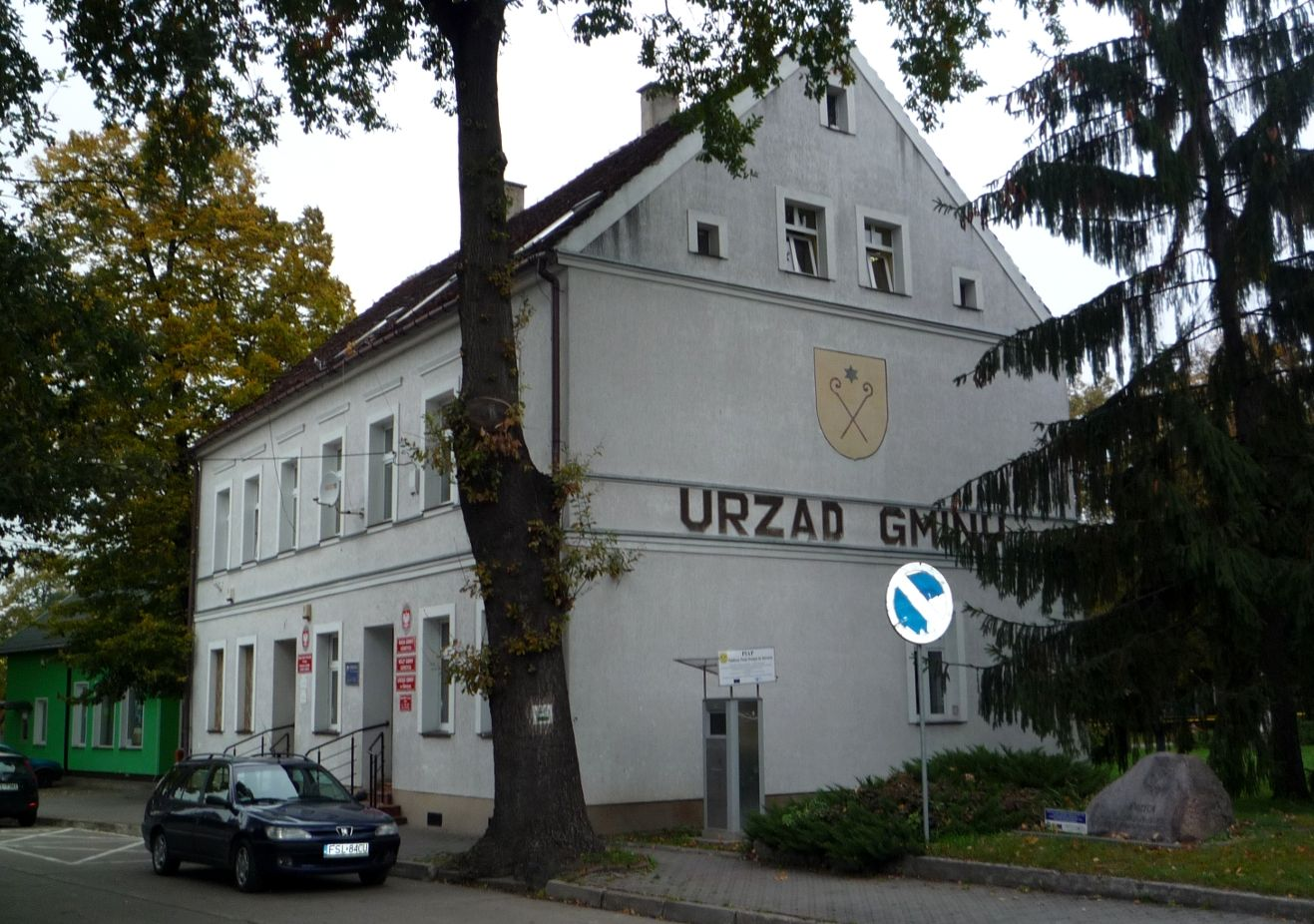
Kommunhuset i Górzyca.

För orten i nordvästra Polen, se Górzyca, Västpommerns vojvodskap.
Górzyca [guˈʒɨʦa], tyska: Göritz (Oder), Göritz an der Oder, är en by och centralort i landskommun i västra Polen, belägen i Powiat słubicki i Lubusz vojvodskap, vid den tyska gränsen och floden Oder. Hela kommunen hade totalt 4 270 invånare i juni 2014, varav omkring 1500 bor i centralorten.

## Geografi
Orten ligger på en höjd på Oders östra strand mellan städerna Frankfurt an der Oder/Słubice i söder och Kostrzyn nad Odrą i norr. På den motsatta tyska sidan av floden ligger orten Reitwein. På grund av den nya gränsdragningen 1945, då orten och större delen av kommunen blev polskt territorium, kom de delar av kommunen som blev kvar på den tyska sidan av Oder att sedermera införlivas med Reitweins kommun.

## Historia
Platsen befolkades av Lausitzkulturen omkring 1000 f.Kr. och den s.k. Göritzgruppen inom kulturen är uppkallad efter de arkeologiska fynden från utgrävningar i trakten. På 900-talet fanns här en slavisk befästning som förstördes i slutet av århundradet.
På 1200-talet grundades en tysk bosättning här i samband med Ostsiedlungperioden och orten omnämns första gången i skrift 1252 som lydande under det polska Biskopsdömet Lebus. I slutet av 1270-talet blev orten säte för biskopen och domkyrkan. Perioden som biskopssäte varade fram till 1326, då markgreve Ludvig I av Brandenburg lät förstöra biskopsborgen och domkyrkan under den pågående gränskonflikten mellan det brandenburgska Neumark och polska Lubusz.
Orten hade en känd Mariabild som gjorde orten till en betydande vallfartsort under den sena medeltiden. Efter 1346 omnämns orten inte längre som stad. Vårfruklostret grundades 1413. Mariabilden avlägsnades i samband med reformationen 1551 på order av markgreve Johan av Brandenburg-Küstrin, då även kapellet med inventarier förstördes.
Under 1600-talet och 1700-talet dominerades orten av jordbruksnäringen och höll boskapsmarknader. Efter en stor brand 1757 byggdes orten upp efter ny plan och 1767 ersattes den nedbrunna Vårfrukyrkan med den nuvarande kyrkan.
11 augusti 1758 korsade Fredrik II av Preussens armé floden Oder här på väg mot slaget vid Kunersdorf. 
Orten fick åter stadsrättigheter 1808 och var fram till krigsslutet 1945 en stad som tillhörde Landkreis Sternberg och därefter Landkreis Weststernberg inom provinsen Brandenburg. 1876 fick staden järnvägsanslutning på järnvägen mellan Breslau och Stettin. Under industrialiseringen under andra halvan av 1800-talet utvanns brunkol i området.
Staden tillföll Polen efter Potsdamöverenskommelsen 1945 och de kvarvarande huvudsakligen tysktalande invånarna fördrevs över den nya gränsen. Orten förlorade sina stadsrättigheter efter kriget på grund av den låga befolkningen och namngavs till Górzyca av den polska civila förvaltningen.

## Kommunikationer
Orten ligger vid den polska nationella vägen DK 31, från Słubice via Kostrzyn nad Odrą till Szczecin. I orten finns även en järnvägshållplats för regionaltågen på linjen Kostrzyn nad Odrą – Rzepin – Zielona Góra.